# Poul Carit Andersen
 Der er flere personer med dette navn, se Poul Andersen.
Poul Carit Andersen (23. marts 1910 i København – 29. september 1982) var en dansk forlægger og forfatter.
Han var søn af inspektør Erik Carit Andersen (død 1951) og hustru Anna f. Larsen (død 1961), tog realeksamen fra Den Classenske Legatskole 1926 og blev ansat på Ejnar Munksgaards Forlag samme år. Han gennemgik den danske boghandlerskole og boghandlerskole i Leipzig og var på studieophold i udlandet 1930-31. I 1940 stiftede han Carit Andersens Forlag og drev selvstændig forlagsvirksomhed.
Han var formand for Den Classenske Legatskoleforening 1930-35 og for Den danske Boghandlermedhjælperforening 1935-40, medlem af bestyrelsen for Sportsflyveklubben 1939-46, medstifter af Dansk Exlibrisselskab, medlem af bestyrelsen for Den Danske Forlæggerforening 1949-52 og medlem af foreningens repræsentantskab, medlem af Boghandlernævnet fra 1970 samt formand for bestyrelsen for Forlaget Trevi A/S og Forlaget Bogvennerne A/S. Han var Ridder af Dannebrog, ridder af Sankt Olavs Orden, af Vasaordenen og af Republikken Italiens Fortjenstorden.

## Forfatterskab
- Smaa Træk af Den Classenske Legatskoles Historie, 1933.
- Henrik Pontoppidan. En Biografi og Bibliografi, 1934.
- Peter Vandrefugls Langfart, 1939.
- Peter Vandrefugl paa Balkan, 1940.
- Valdemar Andersen og Exlibris Kunsten, 1940.
- Ord om Bøger, 1945.
- Ebbe Sadolin, 1951.
- Digteren og Mennesket, 1952.
- Sicilien, 1962.
- Rom på Zoëgas tid. 1783-1809, København: G.E.C. Gads Forlag 1970. ISBN 87-12-77430-8
- Libanon, Fønikernes land, 1971. ISBN 87-424-4066-1
- Livet er en cirkus. En bog om Storm P. og hans tid I, 1972. ISBN 87-424-7770-0
- Livet er en gåde. En bog om Storm P. og hans tid II, 1973.